# Molossops aequatorianus
Molossops aequatorianus је сисар из реда слепих мишева и фамилије Molossidae. 

## Угроженост
Ова врста се сматра рањивом у погледу угрожености врсте од изумирања.

## Распрострањење
Еквадор је једино познато природно станиште врсте.

## Популациони тренд
Популациони тренд је за ову врсту непознат.

## Станиште
Врста Molossops aequatorianus има станиште на копну.

## Начин живота
Исхрана врсте Molossops aequatorianus укључује инсекте. 